# Hamineobulla
Hamineobulla is een geslacht van weekdieren uit de klasse van de Gastropoda (slakken).

## Soort
- Hamineobulla kawamurai Habe, 1950